# Aeroportul Barimunya
Aeroportul Barimunya (IATA: BYP, ICAO: YBRY) este un aeroport din Australia de Vest, Australia.
Situat la o altitudine de 638 m, aeroportul dispune de o singură pistă.